# Биликоль
Биликоль (каз. Билікөл) — пресноводное озеро в Жамбылской области, Казахстан. По данным на 1985 год площадь поверхности озера — 86,9 км². Площадь его водосборного бассейна — 5170 км². Глубина — 6-7 м. Лежит на высоте 438,6 м над уровнем моря.
Биликоль состоит из двух частей, соединённых проливом. Берега заболочены. Протекает река Асса, впадая с востока и вытекая с севера.
Озеро находится в 55 километрах к северо-западу от города Тараз. Его воды используются окрестными общинами для орошения сельскохозяйственных культур.